# Maria Pilecka (1906–2002)
Maria Pilecka z domu Ostrowska (ur. 20 maja 1906 w Ostrowi Mazowieckiej, zm. 6 lutego 2002 w Warszawie) – polska nauczycielka, żona rotmistrza Witolda Pileckiego.

## Pochodzenie i młodość
Konstanty Ostrowski (zm. 1931) i Franciszka z Krawczyków – Ostrowska (zm. 1948 r.), rodzice Marii, a właściwie Marianny, prowadzili gospodarstwo ogrodnicze. Miała sześcioro rodzeństwa, cztery siostry: Stefanię (1893-1990), Zofię (1894-1977), Annę (1898-1898) i Wiktorię (1900-1973) oraz dwóch braci: Bronisława (1896-1942 KL Auschwitz) i Edwarda (1902-?).
W rodzinnym mieście ukończyła gimnazjum i dwuletni kurs metodyczno-pedagogiczny.

## Kariera zawodowa
Kiedy zdobyła wykształcenie nauczycielskie, w 1925 r. wyjechała na Kresy Wschodnie. Jej pierwszym miejscem wykonywania zawodu była Publiczna Szkoła Powszechna w Bieniakoniach w powiecie nowogródzkim. Później podjęła pracę w okolicy Lidy, w siedmioklasowej szkole w Krupie, pełniąc rolę nauczycielki wiodącej, ucząc kilku przedmiotów. Oprócz zaangażowania zawodowego, znajdowała czas na aktywność lokalną. Udzielała się w kole gospodyń wiejskich i patronowała środowisku młodzieży wiejskiej.
W dworku majątku Krupa, dzięki zbliżonym zainteresowaniom, poznała Witolda Pileckiego

## Małżeństwo z Witoldem Pileckim

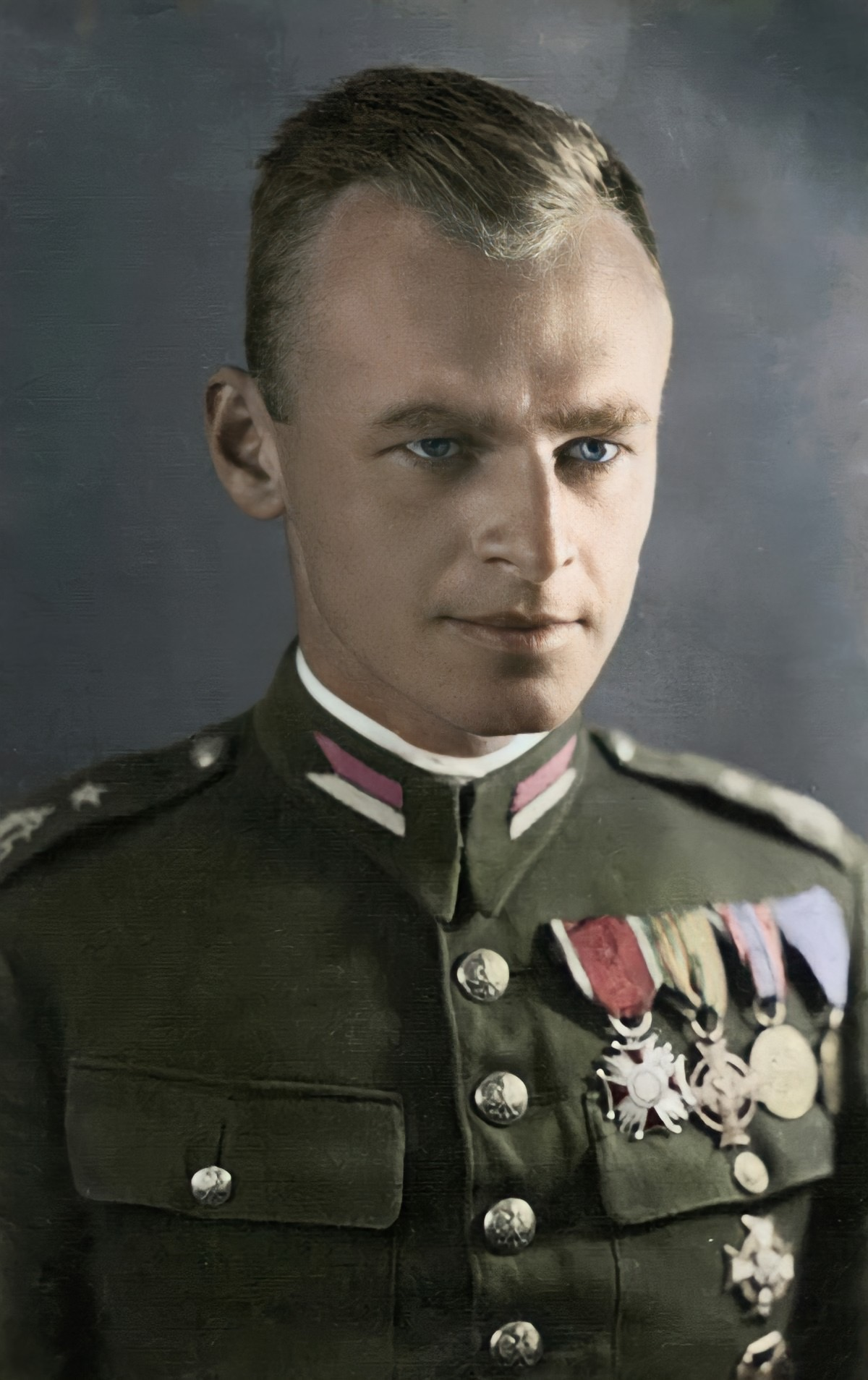
W. Pilecki, mąż

Ślub odbył się 7 kwietnia 1931 roku w parafii pw. Najświętszej Maryi Panny w Ostrowi Mazowieckiej. Po ślubie małżeństwo zamieszkało w majątku rodziny Pileckich w Sukurczach. Tam na świat przyszła dwójka dzieci Marii i Witolda. W 1932 roku urodził im się syn Andrzej, a w roku 1933 doczekali się córki – Zofii. W Sukurczach mieszkali do czasu wybuchu wojny w 1939 r. Wtedy to Maria Pilecka wraz z dziećmi udała się do swojej matki, do Ostrowi Mazowieckiej, gdzie przebywali przez kolejne 10 lat. W czasie okupacji, wraz ze swą siostrą Zofią Radwańską prowadziła księgarnię, którą Niemcy spalili w 1944 roku opuszczając miasto.

## Czasy powojenne
Po aresztowaniu męża bezskutecznie próbowała mu pomóc, kierując do Bolesława Bieruta prośby o ułaskawienie. Po śmierci męża Maria z dziećmi wyjechała do Warszawy szukając pracy. Była wychowawczynią na koloniach leczniczych Towarzystwa Burs i Stypendiów w Busku. Później zatrudniono ją w Państwowym Ośrodku Szkolenia Kadr Ministerstwa Handlu Zagranicznego w Miedzeszynie.
W roku 1951 dzięki wstawiennictwu swego szwagra, Stanisława Rogowskiego, została zatrudniona przez Kazimierza Lisieckiego, zwanego „Dziadkiem” w Towarzystwie Przyjaciół Dzieci Ulicy. Tam pracowała do czasu przejścia na emeryturę.
Zmarłą w wieku 96 lat Marię Pilecką pochowano na Powązkach w Panteonie Polski Walczącej w symbolicznym grobie jej męża (kwatera D22-1-2).